# Kyburz Switzerland

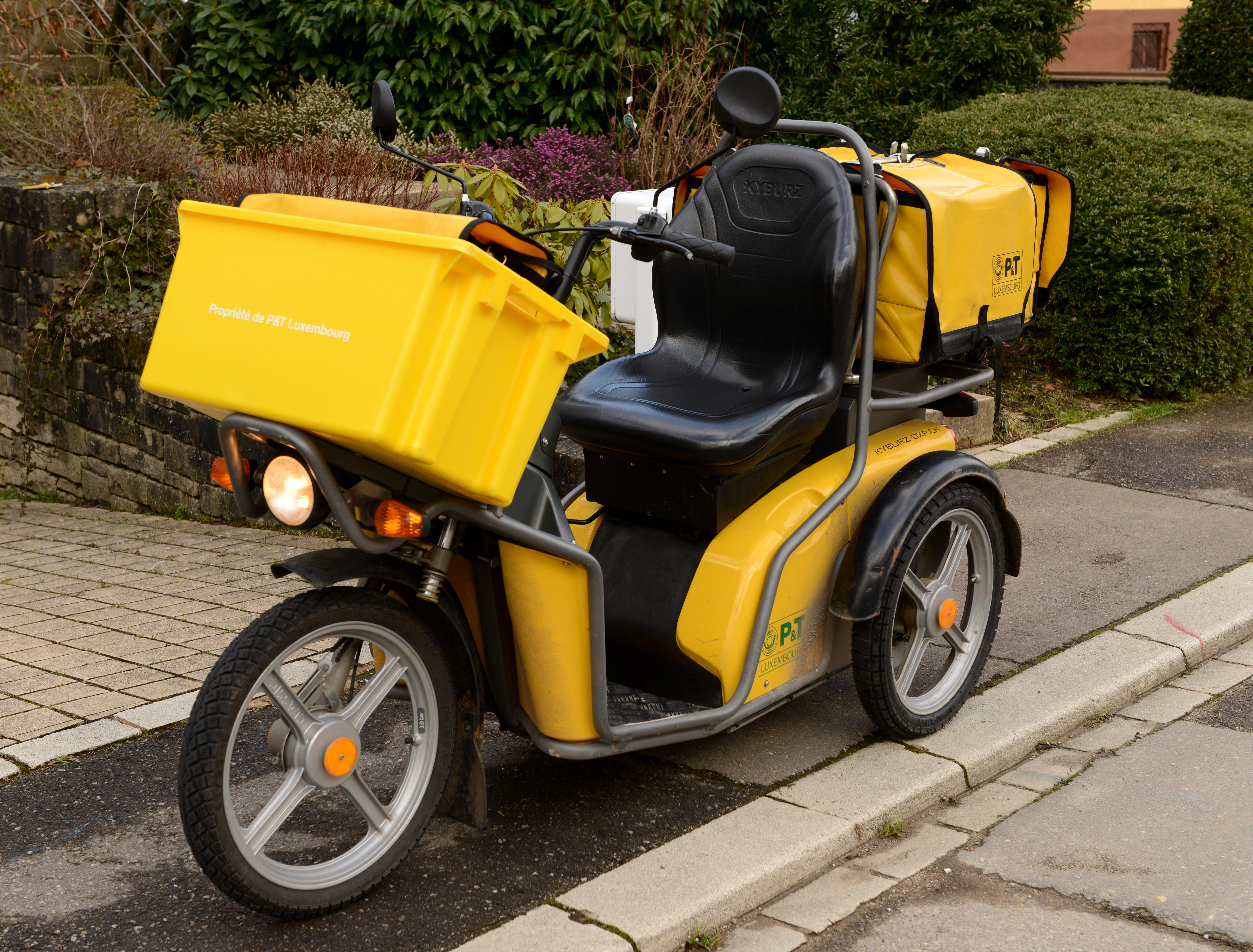
Kyburz DXP der luxemburgischen Post (2014)

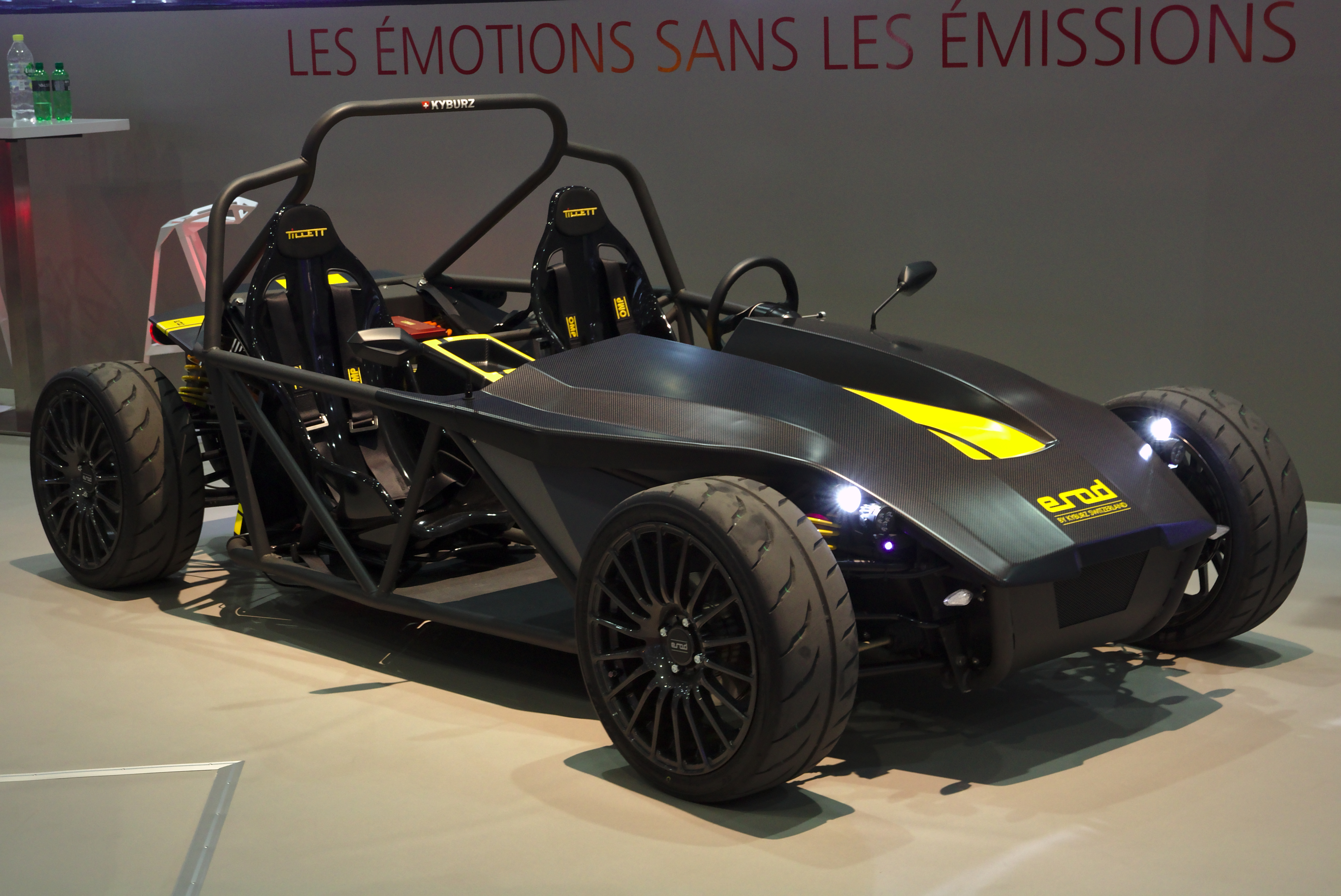
Kyburz eRod Fun auf dem Genfer Auto-Salon 2019

Die Kyburz Switzerland AG ist ein Schweizer Unternehmen und Anbieter von Elektrofahrzeugen in Freienstein-Teufen, das u. a. die Schweizer Post ausstattet.

## Unternehmensgeschichte
Seit der Gründung 1991 entwickelt der Inhaber Martin Kyburz das Elektro-Dreirad weiter. Einen ersten kommerziellen Erfolg erzielte die Kyburz AG mit ihrem Kyburz Classic. Ab 2002 wurde ein Post-Zustellfahrzeug entwickelt, dessen erste grosse Auslieferungen 2009 an die Deutsche Post und 2010 an die Schweizer Post stattfanden. Im Jahr 2011 gewann Kyburz den Innovationspreis der Schweizerischen Post für sein Produkt und wurde 2013 für das innovative Produkt DXP mit einer Sondermarke ausgezeichnet. Im selben Jahr wurde die Kyburz AG vom Magazin Bilanz als innovativste Firma gewählt. Die Produktion wurde aufgrund des zunehmenden Wachstums im Jahr 2014 zum ersten Mal erweitert. Im Jahr 2016 wurde zum ersten Mal am Genfer Auto-Salon der elektrische Roadster eRod präsentiert. Ein Jahr später folgte dann sogleich die Typengenehmigung für die Schweiz und kurz darauf auch für die EU. Im gleichen Jahr wuchs die Kyburz AG weiter und gründete in Deutschland und Australien Tochtergesellschaften. Kurz darauf, im Jahr 2018, wurden dann bereits die ersten Einsatztests mit DXP in Australien durchgeführt. 2019 belieferte die Kyburz AG die Australische Post zum ersten Mal mit 1'000 DXP. Das Unternehmenskonzept ist auf eine komplette Dienstleistung ausgerichtet, welche nebst Entwicklung, Produktion und Vertrieb der Fahrzeuge auch deren Service und Unterhalt umfasst. Aus Gründen der Nachhaltigkeit durchlaufen die in den Fahrzeugen eingesetzten Lithium-Eisenphosphat-Batterien mehrere Leben: In Neufahrzeugen, in 2ndLife Fahrzeugen und zuletzt in stationären Energiespeichern für den Einsatz in Kombination mit Photovoltaik-Anlagen. 2022 gewann die Kyburz Switzerland AG den Prix SVC Wirtschaftsregion Zürich und war Finalist beim Green Business Award.

## Fahrzeuge
Zu Beginn stand die Entwicklung von Prototypen und Solarmobilen im Vordergrund.

### Classic
Mit dem ersten Serienfahrzeug, dem Seniorenfahrzeug Kyburz Classic, sollte vor allem in eher ländlicher Umgebung ein Beitrag zum Erhalt der persönlichen Mobilität geleistet werden. Ein Kyburz Classic-Fahrzeug aus der Prototypenserie Typ 57 hat Eingang in die nationale Verkehrsmittelsammlung im Verkehrshaus der Schweiz in Luzern gefunden.

### DXP
Mit dem Post-Zustellfahrzeug Kyburz DXP erreichte das Unternehmen den Durchbruch auch im städtischen Erscheinungsbild. Das neue Fahrzeug der Postboten hat im Zuge der Eigenwerbung der Schweizer Post auch eine eigene Briefmarke erhalten. 2015 waren mehr als 5000 Kyburz DXP bei Postunternehmen in der Schweiz, in Europa, in Neuseeland und in Australien im Einsatz. Ebenfalls setzt die Australische Post auf die  DXP aus der Schweiz. Bis Ende 2020 sind über 2'000 Fahrzeuge auf dem gesamten Kontinent im Einsatz. Die DXP für Australien unterscheiden sich in der Konfiguration angepasst auf die Anforderungen der Einflüsse. So ist der DXP für Australien beispielsweise mit einer dünnen Glasscheibe, die vor Ultravioletteinstrahlungen schützt, ausgestattet oder einem gefederten Sitz als Massnahme wegen schlechter Strassenverhältnisse.

### DXC
In Deutschland rollt der DXC als Agent Orange durch die Strassen von Reutlingen. Das Fahrzeug von Kyburz dient dazu, die Radwege sauber zu halten. Der Stauraum bietet  Platz um das  Equipment von Kratzer gegen Unkraut bis Laubbläser zu transportieren. Auch die Schweizerische Post setzt zunehmend auf dieses Modell.

### Auto-eTrolley
Der eT4 ist ein Prototyp und als autonom fahrende Lieferplattform unterwegs. Er ist  die 4. Generation von autonomen Liefersystem und wurde erstmals an der Messe in Amsterdam 2019 vorgestellt. Es wird erprobt, wie Europaletten autonom geliefert werden können. Das Fahrzeug soll vor allem als Nutzfahrzeug gebraucht werden, daher ist das Design ebenfalls eher schlichter ausgefallen.

### eRod
Das 120 km/h schnelle Elektrofahrzeug entstand aus einer Bachelorarbeit von Schweizer Design- und Automobilingenieurstudenten. Das Fahrzeug hat heute eine Strassenzulassung in der Schweiz und EU. Der eRod ist ein Fahrzeug der Kategorie L7e und darf ohne Helm gefahren werden. Das Fahrzeug kann fertig gekauft oder in einem rund einwöchigen Bauseminar bei Kyburz selbst zusammen gebaut werden. Die Reichweite beträgt gemäss WLTP 183 Kilometer. Der Kyburz eRod hat Batterien des Typs LiFePO4, welche eine sehr hohe Zyklenfestigkeit aufweisen, frei von Kobalt sind und kaum thermisch durchgehen können.

## Fleet Management
Das Fleet Management liefert Betriebsdaten von Fahrzeugen. Es wird eine  Fleetbox verbaut, welche Daten zu Position, Batterietemperatur, Strom- oder Treibstoffverbrauch  liefert. Die Firma Kyburz programmiert die Telemetriedaten selbst, um damit eine höhere Flexibilität zu erlangen. Die Daten unterstützen ökologische Fahrweisen oder werden bei Überwachungen von Kühltransporten eingesetzt´.

## 2ndLife
Jährlich werden 600 – 800 DXP von der Schweizerischen Post zurückgekauft. Die Fahrzeuge, welche jahrelang im Einsatz waren, werden geprüft und anschliessend werksrevidiert. So gelangen die Fahrzeuge erneut zurück auf den Markt mit 2 Jahren Werksgarantie.

## Batterie-Recycling
Im Jahre 2020 baut Kyburz eine Anlage zum Rezyklieren der Lithium-Eisenphosphat-Batterien ihrer eigenen Fahrzeuge. Das Kyburz-Verfahren wurde von Olivier Groux entwickelt und kann dem direkten Batterierecycling zugeordnet werden.
Die Batterien werden durch aufsägen geöffnet und in einem weiteren Schritt werden die Komponenten mechanisch vereinzelt. Die Aktivmaterialien der Kathode und der Anode werden in einem Wasserbad von der Trägerschicht gelöst.
Die Recyclingrate beträgt über 91 %. Das rückgewonnene Lithium-Eisenphosphat der Kathode und das Graphit der Anode kann wieder für neue Batterien verwendet werden. 2022 hat Kyburz in Zusammenarbeit mit der EMPA und dem Batteriehersteller Blackstone Technology eine Pouch-Zelle aus teilweise rezykliertem Kathodenmaterial hergestellt.